# Галина Павловська
Галина Павловська (чеськ. Halina Pawlowská; *21 березня 1955, Прага) — чеська письменниця, сценаристка, публіцистка та видавниця українського походження.

## Життєпис
Народилася у Празі. Єдина донька українського емігрантського поета Василя Клочурака, який народився на Мараморощині (нині Рахівський район, Закарпатська область), який був молодшим братом політика Степана Клочурака. Її мати — вчителька середньої школи Геррова. Після закінчення основної школи на вулиці Єчній у Празі вступила до мовної школи на вулиці Островна, а пізніше — до гімназії, після якої навчалася сценаристики та драматургії на факультеті кіно та телебачення Празька академія виконавських мистецтв (чеськ., «FAMU»). Одружена, має двох дітей: Наталію (1981) та Петра (1986).
У 1988 році почала працювати у розважальній редакції Чехословацького телебачення, згодом присвятила себе газетам та публіцистиці. Від 1991 року працювала у світській та культурній рубриці щоденної газети «Метрополітен», потім — у щоденній газеті «Телеграф», де стала 1993 року заступницею шеф-редактора. У 1990-х модерувала телепередачі Занзібар (про мандрівки) та В житі (пізніше Жито) — тижневик, який складався зі світських репортажів. Завдяки цьому досвіду закордонний інвестор обрав її шеф-редакторкою нового світського тижневика Story, який очолювала 7 років. Згодом заснувала власний журнал Щасливий Джим, яким керувала до 2005 року — тоді журнал опинився у проблемах, і ним заволоділо видавництво Bauer Media. У 2004—2005 роках видавала часопис Halina TD, згодом Halina. У 2006 році заснувала новий журнал Glanc.
За свою літературну та іншу діяльність отримала ряд нагород, наприклад, у 1994 році — Чеського льва у категорії Найкращий сценарій за фільм Дякую за кожний новий ранок, та двічі підряд — телевізійну премію TýTý — Передача року за ток-шоу Бананові рибки, яку Чеське телебачення транслювало від 1999 року до Різдва 2007 року. У 2010 році почала модерувати своє нове ток-шоу під назвою Мамба шоу.
У 2005 році у телеконкурсі Найвидатніший чех взяла роль захисниці Яна Веріха.

## Доробок

### Книги
- Відчайдушні жінки здійснюють відчайдушні вчинки, 1993
- Дякую за кожен новий ранок, 1994
- Чому я не повісилась, 1994
- Нехай шаленіють від кохання, 1995
- О, як я тобі заздрю, 1995 — Книга року 1995
- Як бути щасливим: дванадцять неморальних порад, 1996
- Бегемоти не плачуть, 1996
- Характер мовчав, розмовляло тіло, 1997
- Як пан Бог дасть здоров'я, й гріхи знайдуться, 1998
- Бананові рибки, 2000
- Бананові помилочки, 2003
- Троє в гаю, 2004 — книга виникла за співпраці Галини Павловської, Міхала Вівеґга та Іви Герцікової
- Загадка жовтих жабок, 2005
- Велика жінка зі Сходу, 2011

### Сценарії до фільмів
- Єво, виходь заміж!, 1983
- Мій грішний чоловік, 1986
- Повернися в могилу!, 1989 — над сценарієм співпрацювала з режисером Міланом Штайндлером, тема значною мірою — біографічна
- Подяка за кожен новий ранок, 1993 — головну роль Ольги грала Івана Хилкова
- Бубу та Філіп, 1996 — телесеріал
- Про мою сім'ю та про інші трупи, 2011 — телесеріал

### Деякі ролі в кіно
- Мій грішний чоловік, (1986)
- Як поетам смакує життя, (1987) —
- Повернися до гробу!, (1989) — роль прибиральниці
- Ловеластво конеторговця, (1991)
- Дякую за кожен новий ранок, (1993) — роль Василини